# 샤위 (중국의 배우)
샤위(夏雨, 하우, 1976년 10월 28일~)는 중화인민공화국의 남성 영화배우, 연극배우, 텔레비전 연기자이다.
중화인민공화국 산둥성 칭다오시 출생이다. 산둥성 지난시에서 유아기를 보낸 적이 있다. 1994년 영화 《양광찬란적일자》(陽光燦爛的日子)의 주연으로 영화 배우 데뷔를 하였다. 1995년에는 연극배우로 무대에 섰으며, 1996년부터는 텔레비전 드라마에도 출연하기 시작하였다.